# Tryde Kirke
Tryde Kirke (svensk Tryde kyrka) blev bygget i 1160 i Tryde i Skåne. Årstallet 1160 står skrevet på pergament, som blev fundet i kirkens alterbord i 1798.
I 1860 besluttedes det at rive den romanske kirke fra 1160 ned og bygge den nuværende kirke, som blev færdigbygget i 1868. Det eneste i kirken, som er bevaret fra romansk tid, er døbefonten. Døbefonten er udført i sandsten. Døbefonten tillægges Trydemesteren. Trydemesteren er en anonym stenmester, som har været virksom i Skåne og muligvis på Gotland i 1100-tallet. Nogle forskere mener, mesteren er identisk med en Magister Majestatis.
55°34′13″N 13°55′44″Ø / 55.57028°N 13.92889°Ø